# Cupet
Cupet (La Unión Cuba Petróleo) – kubańskie przedsiębiorstwo państwowe, założone w 1960 roku, zajmujące się wydobyciem oraz przetwórstwem ropy naftowej i gazu ziemnego.
Przedsiębiorstwo powstało po rewolucji kubańskiej, kiedy rząd Fidela Castro przeprowadził nacjonalizację gospodarki. Wśród nacjonalizowanych przedsiębiorstw znalazły się m.in. instalacje wydobywcze oraz rafinerie ropy naftowej, należące dotychczas m.in. do firm Exxon i Texaco. 
Do Cupet należą cztery rafinerie: Ñico López, Sergio Soto, Cienfuegos oraz Hermanos Díaz, wytwarzające w sumie 135000 baryłek ropy dziennie